# Rudolf Slánský
Rudolf Slánský (31 de julio de 1901 - 3 de diciembre de 1952) fue un destacado político comunista checo de origen judío.

## Biografía
Ocupando el cargo de secretario general del Partido Comunista de Checoslovaquia después de la Segunda Guerra Mundial, fue uno de los principales creadores y organizadores del gobierno comunista en Checoslovaquia. Después de la ruptura entre Josip Broz Tito de Yugoslavia y el líder soviético Iósif Stalin, este último instigó una ola de purgas de los respectivos dirigentes del Partido Comunista, para evitar una mayor división entre la Unión Soviética y sus países satélites de Europa Central y Oriental.
En Checoslovaquia, Slánský fue uno de los 14 líderes arrestados en 1951 —11 de ellos judíos— bajo la acusación de haber organizado un «complot sionista» y juzgados en un «juicio farsa» en noviembre de 1952 por alta traición. Después de ocho días, 11 de los 14 fueron condenados a muerte, y ejecutados la mayoría. La sentencia de Slánský se cumplió cinco días después.
Según Alain Dieckhoff, el «Juicio Slánský» —también conocido como el Proceso de Praga— es un ejemplo del antisionismo que nació en la década de 1930 en el seno del movimiento comunista internacional y que identificó al «sionismo» con el fascismo y con el imperialismo, con lo que lo derivó hacia una forma de antisemitismo.

## El Proceso de Praga en el cine
Sobre el proceso Slánský, el director Costa-Gavras rodó el film L'Aveu (La Confesión) basado en el homónimo libro de Artur London, uno de los supervivientes del proceso, cuyo guion escribió Jorge Semprún. La película, estrenada en 1970, levantó una gran polémica. En 2000, Zuzana Justman rodó el documental A Trial in Prague dedicado al juicio.